# فریدون‌بیگ کوچرلی
فریدون‌بیگ کوچرلی (ترکی آذربایجانی: Firidun bəy Köçərli) نویسنده معارف پرور، لغت‌شناس و منتقد ادبی اهل آذربایجان بود.

## زندگی‌نامه
فریدون‌بیگ کوچرلی در سال ۱۸۶۳ در شوشی زاده شد. فریدون‌بیگ بین سال‌های ۱۸۷۲ تا ۱۸۷۶ در «مدرسه محلی اسلامی روسی» تحصیل گرفته و به «دارالمعلمین ماورای قفقاز» در گوری پذیرفته شد. بعد از آنکه در سال ۱۸۸۵ دانش‌آموخته گردید، فعالیت شغلی خود را به عنوان مدرس زبان ترکی آذربایجانی و دین در یک مدرسه اسلامی روسی واقع در ایروان آغاز نمود. در سال ۱۸۹۵، از او دعوت شد تا به شهر گوری بازگشته و در یک مکتب آلما ماتر تدریس کند.
او یکی از اولین نویسندگان آذربایجانی تلقی می‌شود، که برای اولین بار سوالاتی راجع به هنجارها و استانداردهای زبان نوشتاری آذربایجانی را مطرح کرده‌اند. در سال ۱۸۸۵، او که اولین مقاله خود به زبان ترکی آذربایجانی را تحت عنوان «کمدی‌های تاتار» («تاتار کلمه ای بود، که در امپراتوری روسیه تا سال ۱۹۲۰ به ترکان آذربایجانی گفته می‌شد)، در سال ۱۹۰۵ نیز مقالاتی در خصوص ادبیات آذربایجانی به تحریر درمی‌آورد. در سال ۱۹۰۳، نخستین اثر علمی خود را با عنوان «ادبیات تاتارهای آذربایجانی» منتشر ساخت، که حاوی اطلاعاتی دربارهٔ ۱۳۰ نویسنده و شاعر آذری است. در سال‌های متعاقب، او تعدادی اثر کوچک‌تری مانند «میرزا فتح‌علی آخوندزاده» (۱۹۱۱) و «هدیه برای کودکان» (۱۹۱۲) چاپ کرد. فریدون‌بیگ کوچرلی آثار بسیاری از نویسندگان اروپایی، غالباً روس را نیز به زبان ترکی آذربایجانی ترجمه کرده‌است.
مهمترین اثر علمی اش «موضوعاتی راجع به تاریخ ادبیات آذربایجانی» نام دارد، که در سال ۱۹۲۵، پنج سال پس از مرگش به طبع رسید. همین اثر یکی از اولین تلاش‌ها و ابتکارهای موفق برای جمع‌آوری اطلاعات علمی در مورد تاریخ و توسعه ادبیات آذربایجان به حساب می‌آید. کتاب فریدون‌بیگ در موضوع زندگی‌نامه یوسف وزیر چمن‌زمینلی، نویسنده آذربایجانی که تأثیرات بسزایی بر وی گذاشته بود، در سال ۱۹۲۱ در استانبول انتشار یافت. یک نسخه از این کتاب در آرشیو دولتی تاریخ جمهوری آذربایجان نگهداری می‌شود.
در میان سال‌های ۱۹۱۷ الی ۱۹۱۸، فریدون‌بیگ کوچرلی عضو شورای ملی جمهوری دمکراتیک بود. از سال ۱۹۱۸ تا ۱۹۲۰ نیز به عنوان نماینده به مجلس ملی همان جمهوری راه یافت.
در بهار سال ۱۹۲۰، هنگام استیلای جمهوری دمکراتیک آذربایجان از جانب شوروی، تعدادی از اعضای حزب قوم‌گرای ارمنی «داشناکسوتیون» که تظاهر به بلشویک بودن می‌کردند، فریدون‌بیگ کوچرلی را در حالی بازداشت و به گنجه منتقل کردند، که هیچ گناهی نداشت و مرتکب هیچ جرمی نبود. با آنکه دو روز بعد، مسئولان وقت راهی گنجه شدند تا فریدون‌بیگ را آزاد کنند، ولی دیگر دیر بود، چون او در فقدان تشکیل جلسه دادگاه کشته شده بود. در زمان مرگش، فریدون‌بیگ ریاست دارالمعلمین قازاخ را به عهده داشت، که با درخواست خودش به سال ۱۹۱۸ تأسیس شده بود.

## میراث فرهنگی
پس از استقرار نظام شوروی بر آذربایجان، آثار فریدون‌بیگ کوچرلی برای مدت مدیدی به دلیل عضویت مؤلف در حزب ضدکمونیستی مساوات تبلیغ نمی‌شد. با این وجود، در سال ۱۹۵۷، «باکر نبی‌اف»، دانشجوی کارشناسی ارشد دانشگاه دولتی آذربایجان، پژوهشی متوجه میراث فرهنگی فریدون‌بیگ کوچرلی با دست‌یابی به برخی بایگانی‌ها و انجام مصاحبه‌هایی با همکاران و دانشجویان زنده وی، آغاز نمود. در سال ۱۹۶۰، اولین تک‌نگاشت «باکر نبی‌اف» به چاپ رسید، که به مشارکت فریدون‌بیگ در ادبیات علمی آذربایجانی اختصاص یافته بود.